# Cleidogona crystallina
Cleidogona crystallina är en mångfotingart som beskrevs av Shear 1972. Cleidogona crystallina ingår i släktet Cleidogona och familjen Cleidogonidae. Inga underarter finns listade i Catalogue of Life.